# Sorocaba
Sorocaba és un municipi brasiler de l'estat de São Paulo. És el quart municipi més poblat de l'interior de São Paulo precedida per Campinas, São José dos Campos i Ribeirão Preto) amb una població de 723.574 habitants segons dades de 2022, per al qual cosa és capital regional.
En proporció a la població, el comtat és el menys violent interior de São Paulo, a causa de la gran actuació de la Policia Militar, Civil i Municipal, principalment entre els anys 2000 i 2002, que va lluitar intensament contra la violència, el treball infantil i el tràfic de drogues.
Al llarg dels últims dotze anys, la ciutat ha travessat diversos projectes d'urbanització, i avui en dia és una de les deu ciutats més boniques de l'estat de São Paulo. Sorocaba ha rebut la urbanització de carrers i avingudes, la preparació per al trànsit que rep cada dia, principalment dels vehicles en altres ciutats. La ciutat s'està convertint en un centre industrial de l'estat de São Paulo.
Se la considera una de les més importants colònies espanyoles al Brasil.